# Oristano
Oristano (tiếng Sardegna: Aristanis) là một đô thị ở vùng Sardinia, Italia, tỉnh lỵ của tỉnh Oristano. Dân số đô thị này là 30.000 người.
Kinh tế chủ yếu là ngư nghiệp.
Đây là trụ sở Tổng giáo phận Công giáo Rôma Oristano.